# Alexander Leuhusen
Alexander Magnus Leuhusen, född den 22 oktober 1821 på Säby i Ingarö socken, Stockholms län, död den 15 december 1903 i Jönköping, var en svensk friherre och militär. Han var bror till Carl Herman Leuhusen, far till Gustaf Leuhusen och farfar till Nils Leuhusen.
Leuhusen blev underlöjtnant vid Livbeväringsregementet 1842, vid Närkes regemente 1849 och löjtnant där samma år. Han blev ordonnansofficer hos kronprinsen 1853, adjutant hos kronprinsen 1858 och hos denne som kung 1859. Leuhusen befordrades till kapten i armén 1856, vid regementet 1859, till major vid Gotlands nationalbeväring 1861 och till överstelöjtnant vid Jönköpings regemente 1862. Han blev överste och chef där 1867. Leuhusen beviljades avsked 1884 och var generalmajor i Generalitetets reserv 1884–1901. Han blev riddare av Svärdsorden  1863 och kommendör av första klassen av samma orden 1874. Leuhusen är begravd på Östra kyrkogården i Jönköping.